# Macedóniai háború
A macedóniai háború vagy macedóniai albán felkelés, macedóniai polgárháború a macedóniai (ma Észak-Macedónia) albán kisebbség által, a szkopjei kormány ellen vívott fegyveres konfliktus volt 2001-ben, amely a kormány és a lázadók közötti ohridi megállapodás aláírásával zárult.
A fegyveres harcokat a Koszovói Felszabadítási Hadsereg robbantotta ki, s bár vezetősége tagadta, de valószínűleg a koszovói minta nyomán a nyugat-macedón területeket (ahol a legjelentősebb az albánok száma) el akarta szakítani.
Ez a konfliktus a délszláv háborúk része, bár ellentétben a korábbi háborúkkal nem volt különösebben véres. Azonkívül eltérő jellegű a boszniai, horvátországi és koszovói háborútól, mivel Macedónia 1992-ben békésen vált el Jugoszláviától, nem volt szükséges a függetlenségéért fegyveres harcokat vívnia. Ezt a háborút saját lázadó albán kisebbsége ellen vívta az ország, amely leginkább az albán polgárháború és a koszovói háború utóhatásának tekinthető.

## Előzmények
A macedón függetlenség 1992-es kinyilvánításakor a Jugoszláv Néphadsereg teljes mértékben felszámolta az országban található bázisait és valamennyi fegyverraktárát kiürítette, ezért az új állam hadseregének felszerelésére nem állt rendelkezésre semmilyen helyből beszerezhető arzenál. 1999-től Ukrajnából származó fegyverzettel kezdték el ellátni a macedón hadsereget, ami a nyugati országok részéről heves tiltakozást váltott ki, s nyomást kezdtek gyakorolni Kijevre a szállítások leállítására, melynek végül az ukránok eleget is tettek.

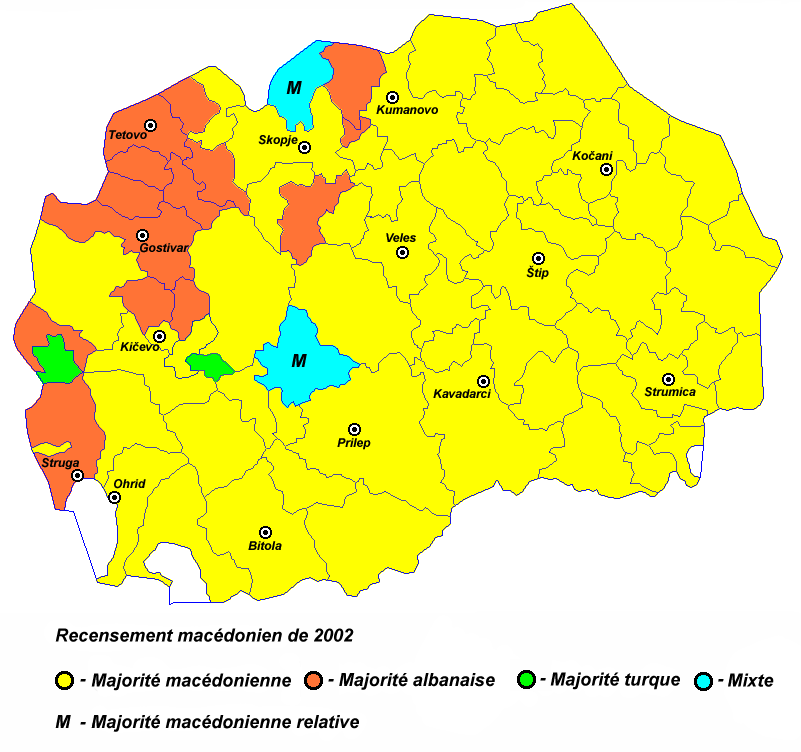
Macedónia etnikai térképe 2002-ben. A piros az albánok lakta régiókat jelzi

Bár Macedónia a délszláv háborúkból kimaradt, ennek ellenére 1992 után ebben az országban is jelentkeztek az etnikai ellentétek, mivel az állam legszámottevőbb nemzeti kisebbsége az albán volt, 1994-ben a teljes lakosság közel 23%-át tette ki és olyan jelentős városok többségi lakosságát alkották, mint Tetovo, Gosztivar és Debar. Az albán kisebbség igyekezett tehát minél jelentősebb politikai szerepre szert tenni Macedóniában, s retorikájuk nagyban függött attól bejutottak-e a kormánykoalíciókba, ennek ellenére elmondható, hogy az 1992 és 2001 közötti időszakban minden kormányban jelen voltak az albán pártok.
Az évek múlásával Macedóniában is erősödött a nacionalista politika az albánok rovására, amelynek keretében korlátozták az albán nyelv és albán nemzeti szimbólumok használatát, illetve a választókerületek olyan formában történő átalakítására került sor, hogy azzal csökkentsék az albánok szavazóerejét.
Ezen lépésekre válaszul a macedóniai albánok tovább fokozták nemzetiségi követeléseiket, sőt megfogalmaztak olyan állításokat is, hogy arányuk az országon belül nem 23, hanem 40%. Követeléseik 1994-ben csúcsosodott ki, amelyben megfogalmazták egy nyugat-macedóniai autonóm köztársaság, az Ilirida létrehozásának szándékát. 1995-től albán nyelvű egyetem felállítása is a követelések között szerepelt, amelyben Tetovóban lett volna, de ezt már a macedón hatóságok illegálisnak minősítették, mint ahogy az albán zászlók használatát a középületeken Tetovóban és Gosztivárban. A macedón fél szerint ezzel már az albánok saját hatóságok felállítását kezdeményezték.

### A koszovói válság
A koszovói háború következtében 1999-ben 229 ezer albán menekült érkezett a jugoszláviai tartományból Macedóniába, bár vannak adatok, amelyek ennél nagyobb számú (360-400 ezer főnyi) menekültet feltételeznek.

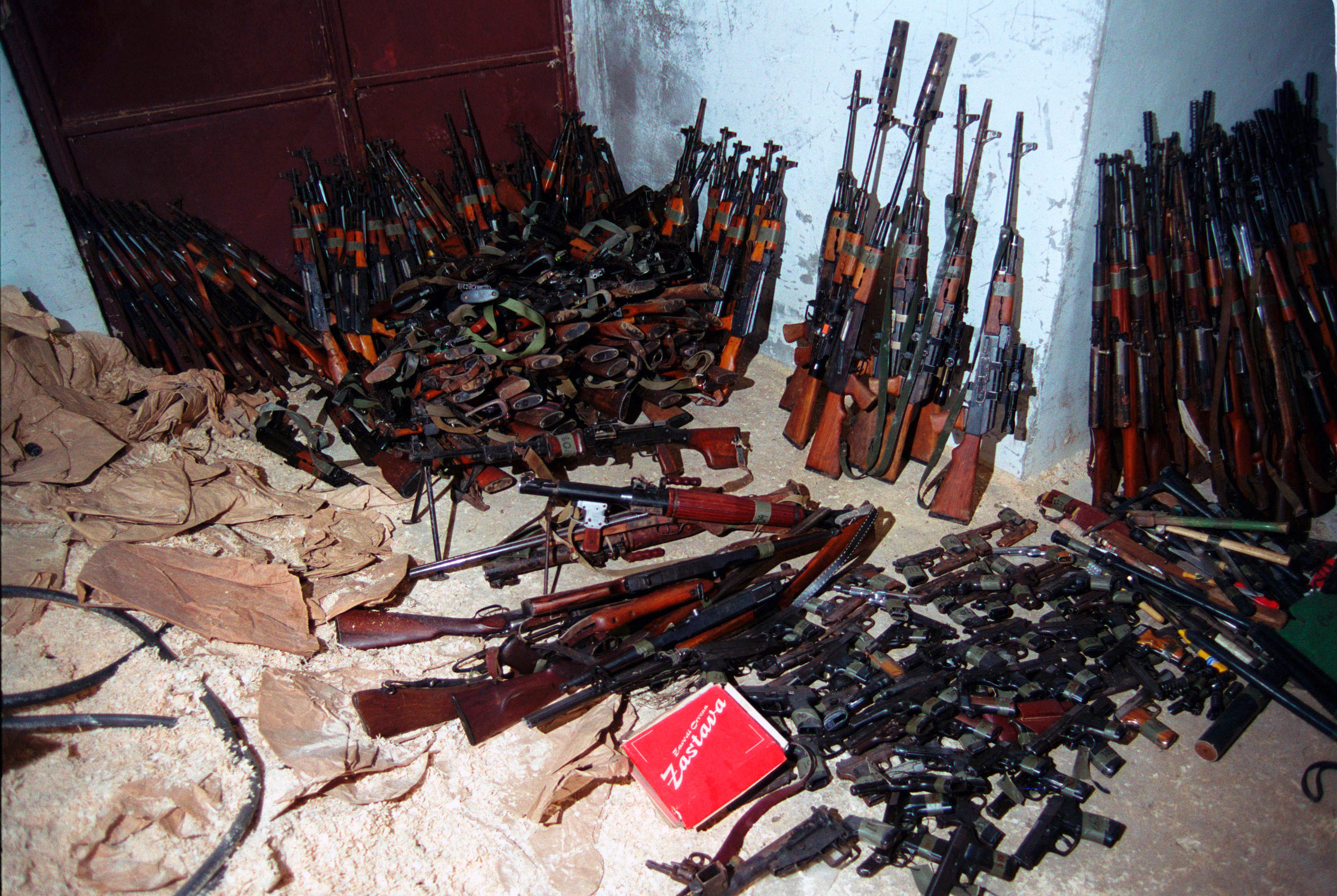
A Koszovói Felszabadítási Hadsereg fegyverei 1999-ből

Macedónia rendkívül rossz gazdasági állapota miatt azonban képtelen volt ekkora tömeget kezelni, elemzők szerint lehetőségei legfeljebb 20 ezer ember ellátására lettek volna elegendők. A több százezer menekült ellátása a macedóniai GDP 10%-os visszaesését okozta. A háborúk miatt ráadásul megszűnt a kapcsolat a legfőbb kereskedelmi partnerrel, Jugoszláviával, mivel Macedónia gazdasága a függetlenség után is szinte kizárólag az északi szomszédtól függött. Ennek következtében leállt a létfontosságú nyersanyagbehozatal és megszűnt a macedón export egyetlen folyosója is. Ugrásszerűen megnőtt a munkanélküliség és az államkassza teljesen kiürült.
A válság fokozódása félelmet keltett a macedónok körében, s tartottak attól, hogy a menekültek jelenléte olyan eszkalációt von maga után, mint Koszovóban.
A félelem nem volt alaptalan, mivel az akkoriban még terrorista szervezetként nyilvántartott Koszovói Felszabadítási Hadsereg szervezkedni kezdett Macedónia területén is.

## Az összecsapások
2000 végén a jugoszláv-macedón határon fekvő Tanusevci mellett albán fegyveresek megtámadták a macedón határőrséget, amely a nemzetközi közösséget is meglepte.
Az erőszak heteken belül elszabadult, amikor 2001. január 22-én, a Tetovo melletti Tearcéban albán lázadók lelőttek egy rendőrt, három másikat megsebesítettek.
A Macedóniai Albán Demokrata Párt élesen elítélte a támadást, mivel szerinte teljesen ellentétes a fegyveres erőszak az albán kisebbség érdekeivel.
Bár valószínűleg a felkelés kezdeményezője és irányítója a Koszovói Felszabadítási Hadsereg, ennek szárnya alatt viszont egy macedóniai csoport, a Nemzeti Felszabadítási Hadsereg jött létre, amely rendre vállalta a támadásokért a felelősséget.
A macedón tisztviselők ekkor bírálni kezdték a NATO-t, hogy nem akadályozza meg a koszovói albán ellenállók beütését Macedóniába.
A macedón különleges rendőri erőknek egy hónapba telt a határon és Tetovo környékén levő albán hadállások felszámolása.
A NATO és KFOR egységek márciustól kezdtek beavatkozni a konfliktusba azzal, hogy megpróbálták elvágni a lázadók utánpótlását, amely főleg Koszovó felől érkezett. A főleg németekből álló katonai egységek drónokkal pásztázták a területet, ahol pedig a hegyi terep nehezítette az ellenőrzést, ott szárazföldi és páncélozott járműveket is bevetettek.
A KFOR és a macedón Tanusevcit közösen foglalták vissza a lázadóktól. A határforgalom ellenőrzésében az Amerikai Egyesült Államok erői is részt vettek.

### A Tetovo környéki hadműveletek
A macedóniai háború fő súlypontja a Tetovo környéki harcokban volt. A Felszabadítási Hadsereg és a Koszovói Felszabadítási Hadsereg a környező hegyekben, erős állásokból, komoly fegyverzettel harcolt a macedón katonai és rendőri erők ellen. A terep nagyon kedvezőnek bizonyult a gerillahadviseléshez, amelyben a koszovói lázadóknak már tapasztalatuk volt.
Az események egyik tisztázatlan momentuma március 22-én történt, amikor a hatóságok Tetovóban lelőttek egy albán apát és fiát, mert azt hitték kézigránátos támadást akarnak végrehajtani, de más szemtanúk és fényképek alapján nem volt náluk robbanóeszköz.
A lazadóknak közben sikerült bevenniük Tetovo óvárosát, mígnem hosszabb összecsapás után a rendőrség különleges erői kiverték őket a középkori várból, visszakényszerítve őket a hegyekbe.
A tetovói csatát követően a kormány ultimátumot intézet a lázadók felé, hogy tegyék le a fegyvert. A Nemzeti Felszabadítási Hadsereg visszautasította a felszólítást, bár a maga részéről egyoldalú fegyverszünetet hirdetett és felszólított a párbeszédre. Borisz Trajkovszki elnök kijelentette, hogy el kell hárítani elsőként a terrorveszélyt, viszont beleegyezett abba, hogy a legitim albán pártokkal tárgyalásokba kezdjen. Ljubcso Georgievszki miniszterelnök televíziós beszédében kimondta, hogy a kormány nem hajlandó terroristákkal tárgyalni, sőt elmarasztalta a NATO-t és a KFOR-t, mert nem lépett fel következetesebben, sőt segíti az „új tálibok” Európába való bejutását, lehetővé teszi az albán szélsőségesek Koszovón túli tevékenységét is.

### A macedón erők ellentámadása
A kormány március 18-án általános mozgósításra adott parancsot egy nagyobb ellentámadásra előkészülve, hogy az albán lázadókat kifüstöljék a Tetovo környéki hegyvidékről.

Borisz Trajkovszki, Macedónia elnöke 2001-ben

Az általános ellentámadás március 25-én kezdődött meg az albán hadállások ellen Tetovo mellett, a városra néző hegyoldalakon. Egy Gajre nevű település mellett szabályos, nyílt ütközet alakult ki, amelyben a lázadók igen kemény ellenállást fejtettek ki a macedón hadsereg tankokkal is felszerelt egységei ellen. Kora délutánra Gajrét bevették, ahogy a közeli Sipkovicát is, ám Lavcénál a lázadók még keményebb ellenállást tanúsítottak.
A macedón hadsereg március 26-án, jóllehet óvatosan, de folytatta az ellentámadást és megszilárdította helyzetét a lázadók által korábban elfoglalt falvakban. A tüzérségi és gyalogsági tűz hatására a lázadók feladták a pozícióikat és a koszovói határon fekvő hegyekbe húzódtak vissza.
Március 28-án indult a macedón ellentámadás második szakasza, amelynek célja a lázadók kiszorítása volt a Tetovo, Tanusevci és Szkopje között elterülő régióból. Itt négy faluban támadták meg a lázadók hadállásait: Breszt, Gosincse, Malino Malo és Gracsani. A macedón hadsereg és rendőrség itt sikerrel járt, s Koszovóba üldözte a lázadó fegyvereseket.

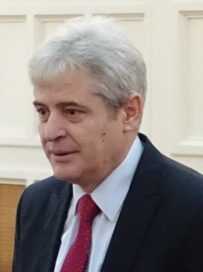
Ali Ahmeti, macedóniai albán vezető

Március 31-én bejelentették a hadműveletek végét. Arról, hogy mekkora veszteséget szenvedtek a felek ellentmondásosak a források.
A tetovói hadműveletek azonban korántsem jelentették a háború végét, sőt a harcok egy hónappal később újrakezdődtek.

### A folytatás
A rövidke, egyhónapos béke alatt a kormány tárgyalásokba kezdett a reformokat illetően az albán vezetőkkel. Ez idő alatt a Koszovói Felszabadítási Hadsereg és a Nemzeti Felszabadítási hadsereg újjá szervezte az erőit és április végén visszatértek macedón területre. Április 28-án, az albán határ mellett fekvő Vejcében a lázadók megtámadtak és megöltek 8 macedón rendőrt. Macedón vélemények szerint a támadást koszovóiak követték el.
Az esetet követően Trajkovszki kijelentette, hogy a fegyveresek, akik ellen harcolnak nem lázadók, hanem terroristák.
Macedóniában olyan nagy lett a felzúdulás, hogy albánellenes pogromok törtek ki Bitolában, Szkopjéban és Veleszben: számos albán nemzetiségűt megtámadtak, s albán tulajdonú üzleteket dúltak fel és romboltak le.
A macedón kormány az események miatt rendkívüli állapot bevezetését fontolgatta, míg az Amerikai Egyesült Államok óva intette ettől a macedón vezetést.

### Harcok Kumanovo mellett
Az albánok május elején északról megint betörtek Macedóniába, és Kumanovo környékén alakítottak ki pozíciókat. A fegyveresek többségét koszovóiak alkották, ahogy vezérük Fadil Nimani is koszovói volt.
Május 3-án Vakszincéban a koszovóiak rajtaütöttek három járőröző katonán: kettőt megöltek, egyet foglyul ejtettek, a falut pedig felszabadított területté nyilvánították.
A macedón erők gyors döntést hoztak arról, hogy Kumanovóból minél hamarabb kiszorítsák a Koszovói Felszabadítási Hadsereget, de előtte felszólították a helyieket a terület elhagyására. A macedón hadsereg vezetése szerint a lázadók ugyanis élőpajzsként használnak civileket.
A következő napokban a macedón hadsereg ágyúzta az albán hadállásokat, majd ezt követte a gyalogság és a rendőrség támadása, amely módszeresen felszámolta az ellenség fészkeit és fegyverraktárjait.

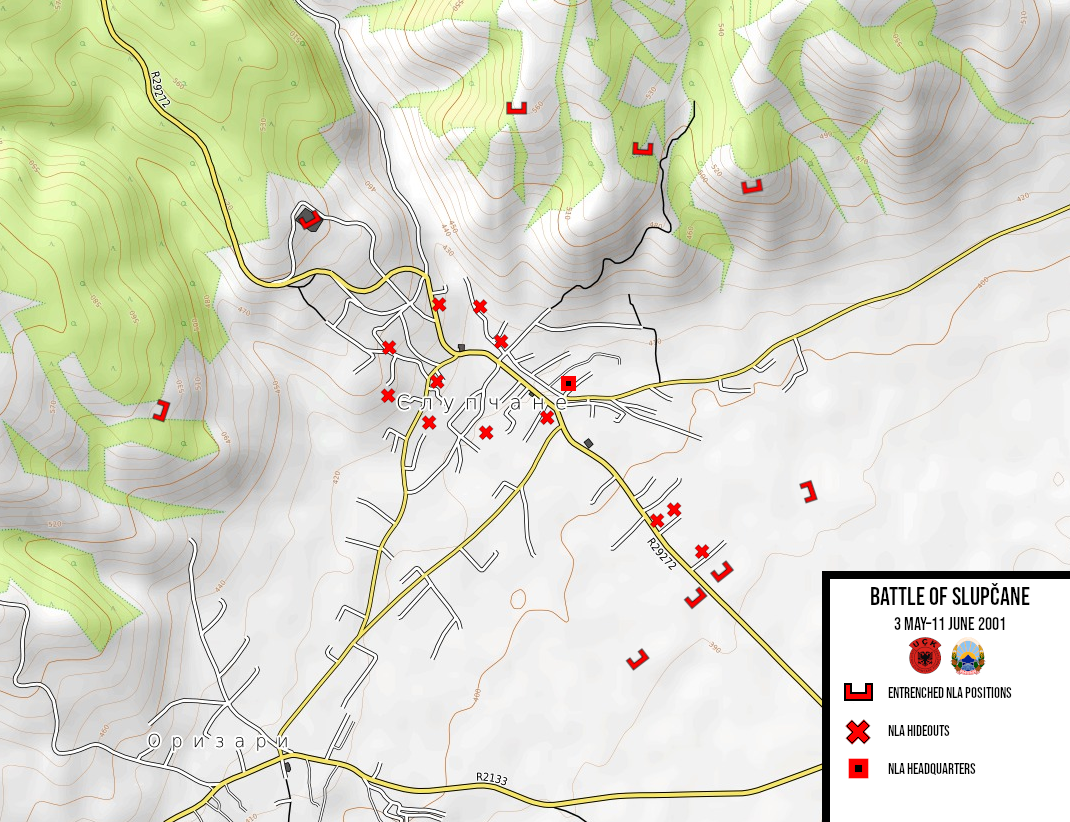
A szlupcsanei ütközet térképe

A legsúlyosabb összecsapások május 8-án Szlupcsane mellett zajlottak, ahonnét Vakszince felé kényszerítették visszavonulásra a koszovói gerillákat, mialatt a macedón helikopterek súlyos veszteségeket okoztak nekik. További húsz albán hadállást is sikerült megsemmisíteni Lojane bányászfalunál.
További több mint két hétnek kellett eltelnie, hogy a macedón hadsereg általános hadműveletekbe kezdjen Kumanovónál: a május 25-én kezdődő ütközet véres volt, mivel házról-házra folyó harcokat kellett vívni Vakszincéban és Lojanéban. Ezekben a harcokban bevetették a Tigrisek nevű különleges rendőri osztagot, amit a gerillák ellen képeztek ki. A két települést május 26-án foglalták vissza a koszovóiaktól. A harcban elesett a gerillák vezére, Fadil Nimani is.
Ezt követően a macedón csapatok folytatták az előre nyomulásukat Szkopjétől északkeletre, Szlupcsane és Matejcse felé. A koszovói gerillákat sorra legyőzték. A Matejcséba történt bevonulás során a rendőrség rengeteg fegyvert talált a házakban, sőt egy földalatti alagútrendszert is, ami több épület között biztosított kapcsolatot. A Koszovói Felszabadítási Hadsereg megpróbált ellentámadást indítani Otlja, Orizare és Szlupcsane visszafoglalására, ahol még rakétákat is bevetettek a macedón hadsereg ellen.

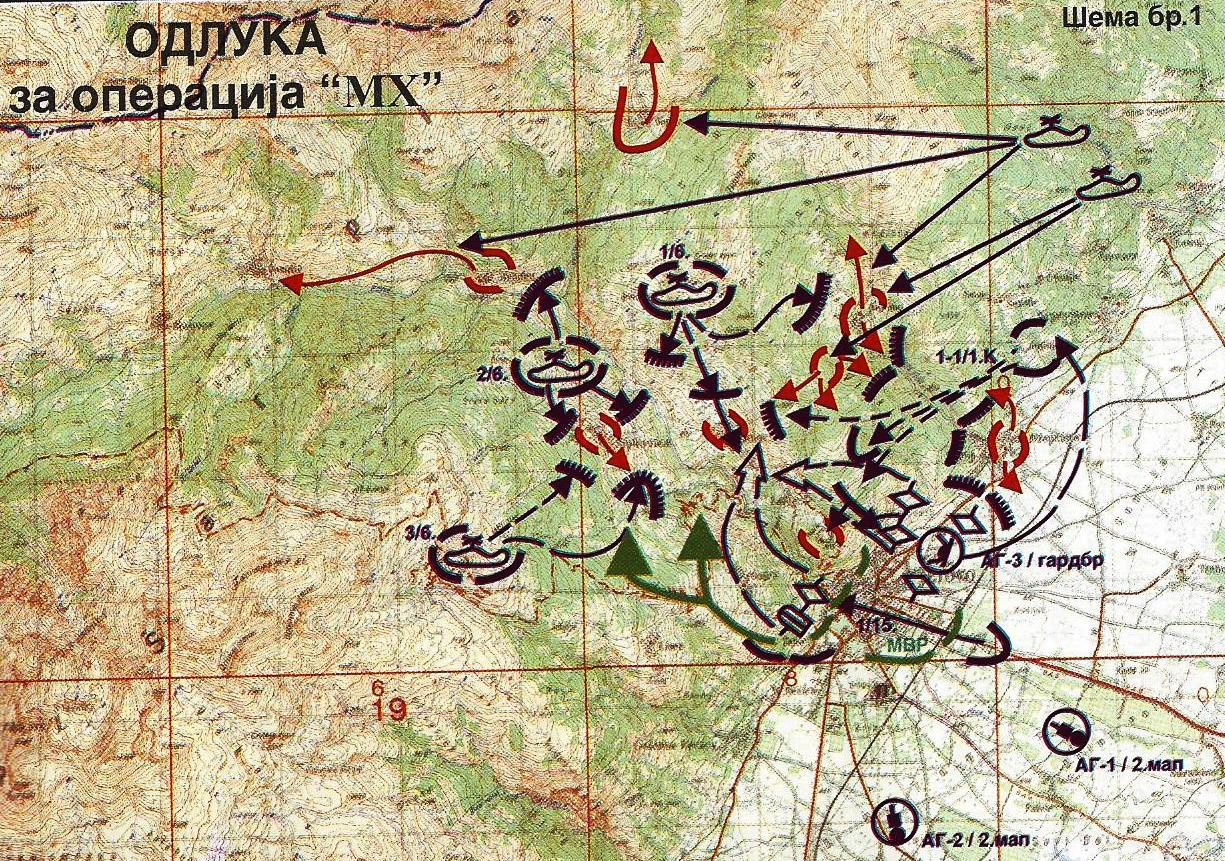
A májusi, Tetovo környéki harcok térképe

A következő két napban még folytatódtak a harcok a koszovóiak és a macedónok között. Közben hírek érkeztek, hogy Tetovo környékén is kiújultak a harcok az albán lázadókkal.
Június 8-án Lipkovo mellett folytatott sikeres ellentámadást a macedón hadsereg, mivel a lázadók lezárták az ottani víztározó szelepjeit és elvágták Kumanovo vízellátását. A víztározó visszafoglalása után a Felszabadítási Hadsereg erői a faluba szorultak vissza.
Ezt követően Lipkovóban válságos helyzet alakult ki, mert a Nemzeti Felszabadítási Hadsereg lázadói nem engedték a település evakuálását. A humanitárius válság elkerülését az EBESZ által tető alá hozott tűzszünettel sikerült elkerülni.
A tűzszünet csupán csak órákig állt fenn, ugyanis a lázadók Tetovo környékén megtámadtak egy rendőri járművet, Matejcséban felgyújtottak egy ortodox keresztény templomot és több macedón nemzetiségű házát is.

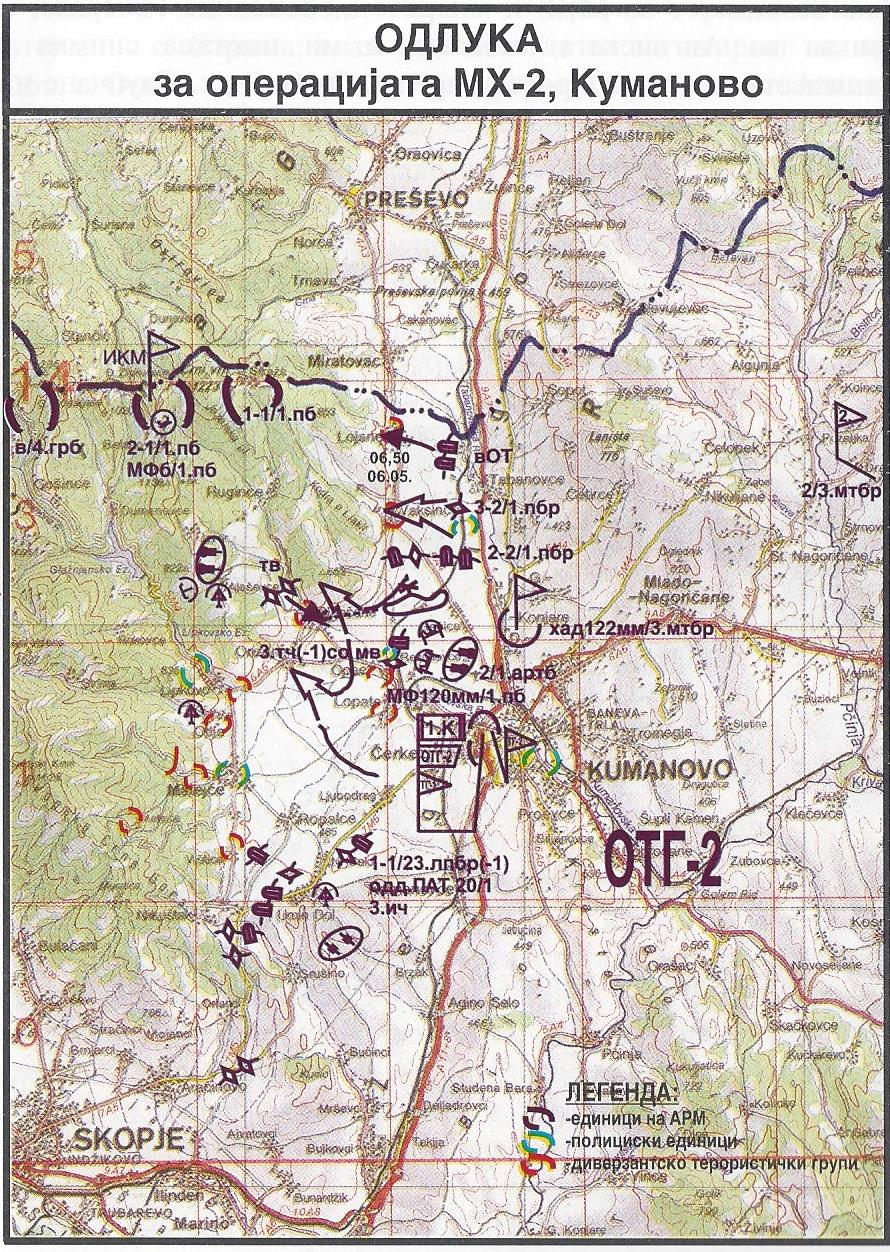
A júniusi kumanovói hadműveletek térképe

Június 13-án a lázadók stratégiai sikert értek el azzal, hogy újabb frontot nyitottak Aracsinovóban, Szkopje mellett, ezzel elvonták a macedón erők figyelmét Kumanovótól. Emiatt még legalább egy hónapba telt, mire a macedón katonai és rendőri erők megtisztíthatták Kumanovo környékét az albán lázadóktól és a koszovói gerilláktól. Az elszenvedett veszteségekről szóló hírek mindvégig ellentmondásosak voltak.

### Az aracsinovói válsághelyzet
Az aracsinovói front kialakulása nehéz helyzetet idézett elő a macedón erők számára, mivel erről a pontról a lázadók könnyen tűz alá vehették Szkopjét. A lázadó erők vezetője, Dzsezair Sakiri fenyegetőzött is, hogy erői készek lőni a parlamentet és más kormányzati épületeket.
Válaszul a macedón hadsereg és rendőrség igen erőteljes ellentámadásba kezdte, hogy kisöpörje Aracsinovóból az albánokat. Az akció, mely jelentős légi- és harckocsitámogatás mellett folyt, gyorsan haladt, s a Nemzeti Felszabadítási Hadsereg lázadóit vagy három oldalról kerítették be. Akcióban mintegy 20 ezer macedón katona vett részt. A három napig tartó harcokban a macedónok Aracsinovo kétharmadát foglalták el, mire az albánok tűzszünetet kértek és Lipkovóba evakuálták erőiket. A macedón fél részéről többen sérelmezték, hogy a lázadók szabadon távozhattak, ráadásul a NATO, EBESZ és az Európai Unió katonai missziójának felügyelete alatt. A lépés ellen Szkopjéban tömegtüntetés kezdődött a parlament előtt, ami végül zavargássá fajult.

## Általános tűzszünet
Az EBESZ és a NATO nyomás alá helyezte a macedón kormányt és az albán lázadókat, hogy szüntessék be az ellenségeskedést, így általános tűzszünet lépett érvénybe, amit a macedón hadsereg főparancsnoka, Pande Petrovszki és a rendőrségi vezető, Riszto Galevszki írta alá. A Nemzeti Felszabadítási Hadsereg részéről a koszovói Prizrenben történt meg a tűzszünet aláírása.
Az egyezmény értelmében Tetovótól Jacsincéig, valamint a koszovói határtól délre demilitarizált övezetet alakítottak ki, ahonnan a korábban ellenőrzött településekről a macedón hadsereg kivonult, s csupán meghatározott számú rendőri egységek maradtak a területen.
A tűzszüneti megállapodás egy 3000 fős NATO békefenntartó egység bevonultatását is előirányozta negyvenöt napra, amelynek feladata a Nemzeti Felszabadítási Hadsereg gerilláinak lefegyverzése lett volna.

## A tűzszünet felrúgása

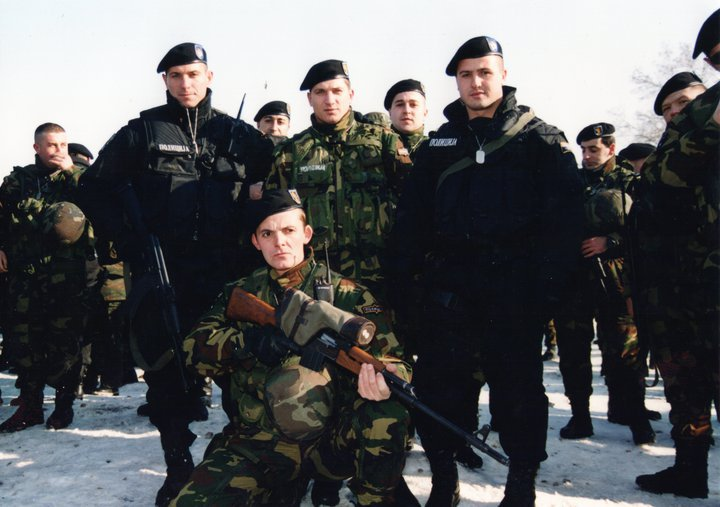
Macedón speciális rendőri egységek Kumanovo mellett

Az albán fél rendre megszegte a fegyvernyugvást, és főleg Tetovo környékén hajtotta végre támadásait a macedón biztonsági erők ellen, ugyanakkor több támadást művelt Kumanovóban és Szkopjéban is. A macedónok nagyjából esetek felében viszonozták a tüzet a támadásokra. A lázadók több mint 80 macedón civilt is elraboltak, s közülük csak hatvanegy személyt engedtek szabadon.
A lázadók kihasználták, hogy a NATO a tűzszünettel lehetővé tette albán civil menekültek visszatérését Tetovóba és környékére, így a közöttük megbúvó gerillák is újból hadállásokat foglalhattak el a város térségében.
Július 7-én Tetovo ellen tüzérségi támadásba kezdett a Nemzeti Felszabadítási hadsereg. A városban célzottan támadták a rendőrség ellenőrzőpontjait, egy bevásárlóközpontot és egy stadiont, míg Gyermo és Poroj falvak felől gránátokkal és gépfegyverekkel lőttek a városra. A macedón rendőrség jelentős hátrányban volt fegyverzetét tekintve, s minden lehetséges lőfegyverrel viszonozta a tüzet.

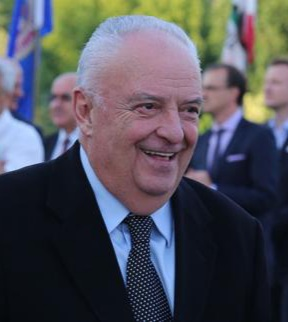
Gëzim Ostreni, a Koszovói és a Nemzeti Felszabadítási Hadsereg közös parancsnoka, a macedóniai harcok egyik vezetője

Néhány nap múlva az albán fegyveresek behatoltak a macedón lakosú Brezno és Varvara falvakba, valamint hadállásokat vettek fel Leszok környékén is. Ezt követően macedón rendőrállomásokat vettek tűz alá, de a macedónok nem válaszoltak a támadásra. A macedón fél igyekezett tiszteletben tartani a tűzszüneti egyezményt, s az EBESZ-hez, valamint az Európai Unióhoz fordult azon kéréssel, hogy fékezzék meg a lázadókat. Eközben a Nemzeti Felszabadítási Hadsereg folytatta a pozíciói megerősítését Tetovo környékén.
Leszokban a macedón civil lakosság az albán gerillák elleni védekezés végett milíciát szervezett és szembe szállt a Nemzeti Felszabadítási Hadsereggel. A Tetovo környéki macedón lakosság közben nyíltan követeltek a kormánytól, hogy vesse be a hadsereget és űzze el a lázadókat, mert azok etnikai tisztogatást végeznek a településeiken és számos embernek kellett elmenekülnie Szetole, Otunje, Jadoarce, Brezno, Varvara és Jelosnik településekről. A fegyverszüneti egyezményt károsnak ítélték, mivel a macedón lakosságnak származik belőle gondja.
Július közepétől tovább szerveződött a macedón polgári lakosság ellenállása: Drenovecban, Tetovo egyik külvárosában a milíciák maguk vettek fel hadállást, amikor az albán gerillák bevonultak a városba. Petrovszki tábornok szintén kiadta a tűzparancsot, amennyiben a lázadók a macedón erők állásait 200 méteren belül megközelítenék.
Július 21-én NATO jelzésű helikopterek Koszovó felől beléptek Macedónia légterébe és konténereket dobtak le Brodec közelében, Tetovo mellett. A macedón védelmi minisztérium választ követelt a NATO-tól, amely tagadta, hogy a rakomány az albán gerilláknak érkezett volna; a ledobott rakomány a KFOR számára érkezett.

## A harcok kiújulása
Július 22-én az albán lázadók nagyerejű támadásba fogtak Tetovo mellett és a városban. A támadásra a rendőrség fegyverrel válaszolt, ami heves harcok kirobbanását okozta. A gerillák fokozatosan kerültek fölénybe, tekintettel a rendőrség fegyverzetbeli hátrányára. A védelmi minisztérium viszont felszólítással élt a lázadók felé a fegyvernyugvás betartására, ellenkező esetben teljeskörű támadással kell szembenézniük.
A lázadók folytatták a harcot, amelyek már a koszovói határ környékére is átterjedtek, ahol rátámadtak a macedón hadsereg állásaira. Válaszul a macedón hadsereg is támadásba kezdett és tűz alá vette a felszabadítási hadsereg hadállásait a Tetovo melletti falvakban. A lázadók állásainak felderítésére repülőgépeket is bevetettek.

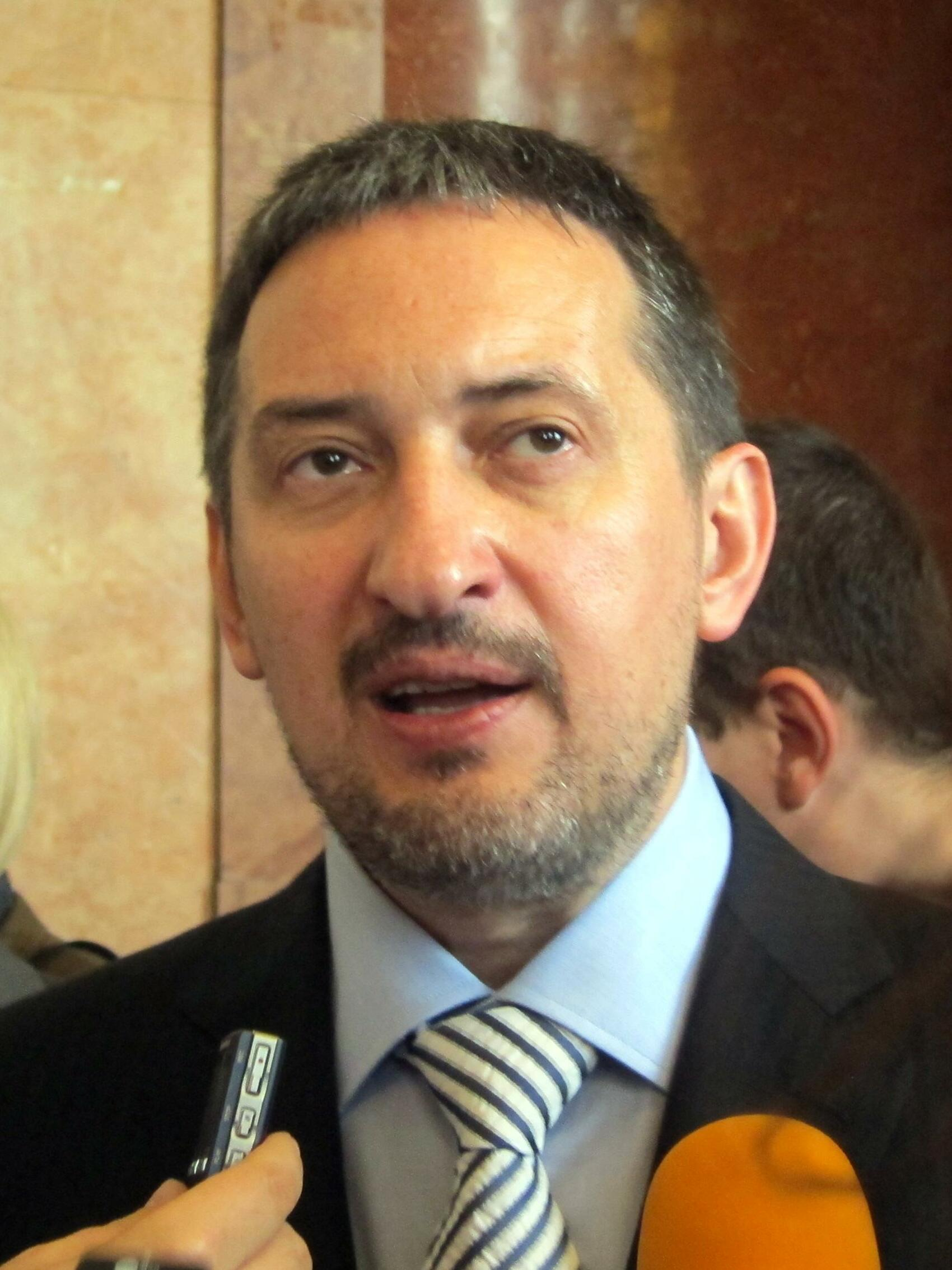
Ljubcso Georgievszki, 2001 volt Macedónia miniszterelnöke

A kibontakozó harc a háború eddig legsúlyosabb összecsapásait eredményezte. A rendőrség erőinek sikerült kivernie a lázadókat Tetovo központjából, valamint Dernovec, Poroj és Sztrmno területéről.
A Tetovo környékén zajló offenzívákban is képviseltették magukat a koszovói gerillák. A lázadók parancsnoka, Rahim Bekiri, a Tetovo elleni újabb támadás felelőse, maga is koszovói volt. Az összecsapásokban súlyosan megsérült, majd később meghalt egy pristinai kórházban.
A Tetovóért folytatott csata július 24-én zárult le. Az albán lázadók a város egy részét ugyan megtartották, de ettől fogva az elfoglalt pozíciók nem változtak. Bár ezt követően gyakran történtek apróbb incidensek, de a lázadó erők csak augusztus 7-én tettek kísérletet a város újbóli elfoglalására, ám a rendőrség különleges erői visszaűzték őket a korábbi pozícióikba.

### A harcok elhúzódása
Az albán lázadók a fegyverszünetet teljesen megszegve megszállták a korábban demilitarizált Tetovo és Jacsince közti területet, ahol etnikai tisztogatásokat is műveltek a macedón nemzetiségű lakosság körében.
A miniszterelnök és a belügyminisztérium sürgetni kezdték a köztársasági elnököt, aki végül teljes körű offenzívára adott parancsot a Tetovótól északra fekvő települése és a Tetovo-Jacsince autópályától északra levő régió visszafoglalására. A miniszterelnök továbbá azt is szorgalmazta, hogy a hirdessék ki a teljes hadiállapot kihirdetését, így a hadsereg teljeskörű felhatalmazást kapna a válság megoldására. Pande Petrovszki macedón tábornok előállt a Полог (Letét) kódnevű hadművelet tervével, Trajkovszki azonban nem fogadta el a javaslatot. Petrovszki tábornok szerint Trajkovszkit a döntésében az is befolyásolta, hogy az amerikai és a NATO részéről folyamatosan arról próbálták biztosítani, miszerint a lázadók békésen visszavonulnak, amint megélénkülnek a macedóniai albán politikai pártokkal folytatott politikai párbeszéd.

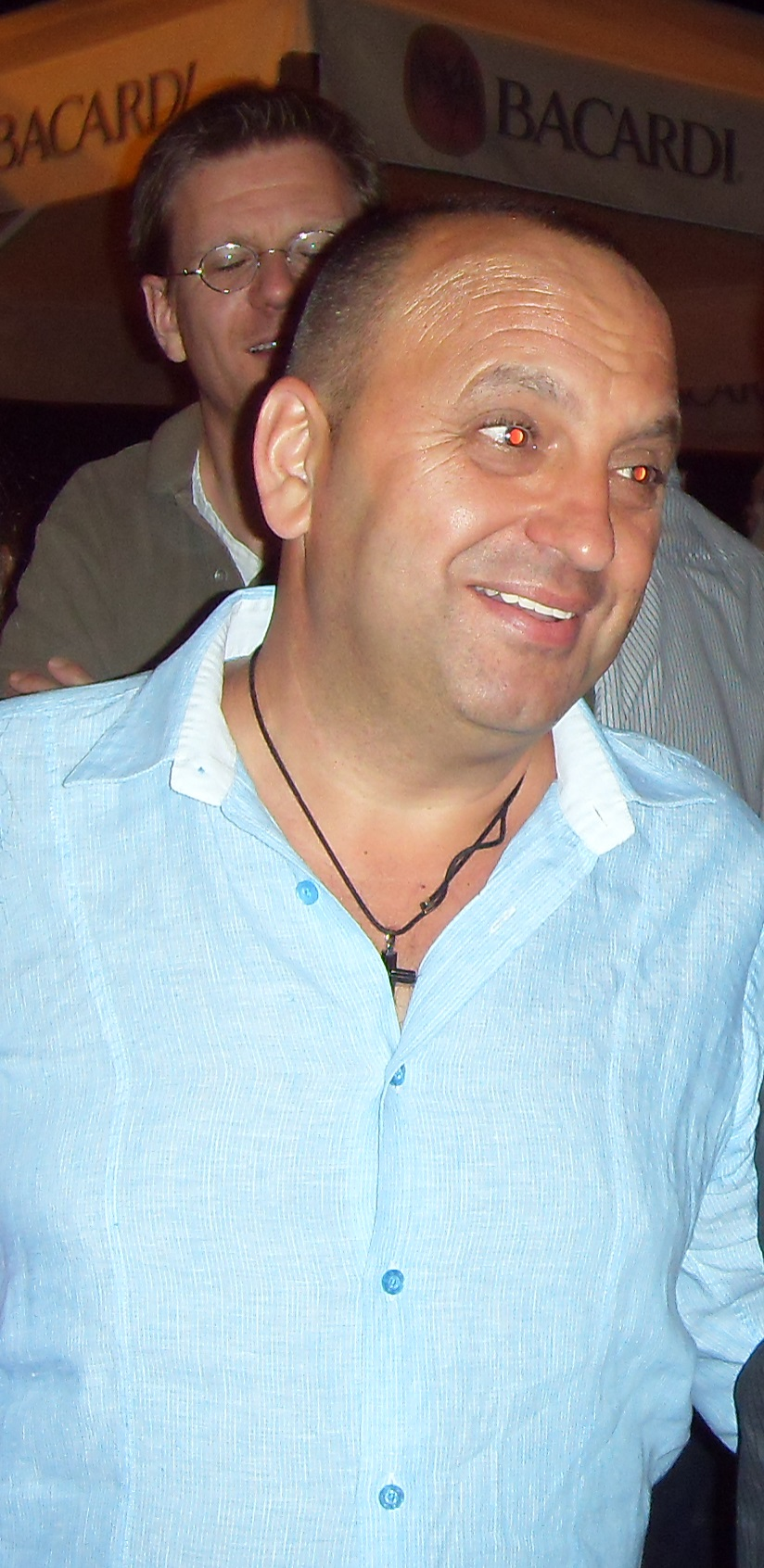
Ljube Boskovszki, a háború idején Macedónia belügyminisztere

2001 augusztus elején a macedón hírszerzés értesült arról, hogy a lázadók egy tízfős elitegysége egysége bevette magát Szkopje egyik külvárosába, Csairba, céljuk pedig a macedón parlament megtámadása volt. Augusztus 7-én a rendőrség felfedezte a lázadók rejtekhelyét, s a kialakuló tűzharcban ötüket megölték, a többieket letartóztatták. A búvóhelyül szolgáló lakásban rengeteg géppuska, kézi lőfegyver, aknavető, robbanószerkezetek és gránátvető került elő.
A következő nap, a Tetovo felé vivő úton, Karpalak közelében, a felszabadítási hadsereg lázadói egy katonai konvojt, amely erősítést küldött a macedón hadsereghez, megtámadtak. A támadásban tíz macedón katona vesztette életét.
Augusztus 9-én harminc lázadó elrabolt öt, a Tetovo-Jacsince autópálya építésén dolgozó munkást. A fogságban a túszokat a lázadók olyan brutális kegyetlenséggel megkínozták (részben megnyúzták őket), hogy szabadulásuk után intenzív osztályos kezelésre szorultak.
A túszejtés hatására az elnök katonai-rendőri fellépésre adott parancsot a Tetovo-Jacsince térségben. A hadművelet augusztus 10-én, kora reggel kezdődött, s többszöri összecsapások árán, de sikerült visszafoglalnia a térséget a macedón erőknek, ahol is biztonsági ellenőrző pontokat hoztak létre. Az Tetovo-Jacsince autópálya útvonal visszafoglalását követően aknamentesítő egységek kezdtek el dolgozni, hogy megtisztítsák a területet az albán lázadók által odatelepített taposó aknáktól.

### A radusai offenzíva
Tetovo mellett a koszovói határ közelében fekvő Radusában is súlyos harcok bontakoztak ki a nemzeti felszabadítási hadsereggel. Bár a harcok már június végén kirobbantak, de csak augusztus közepén bontakoztak ki.

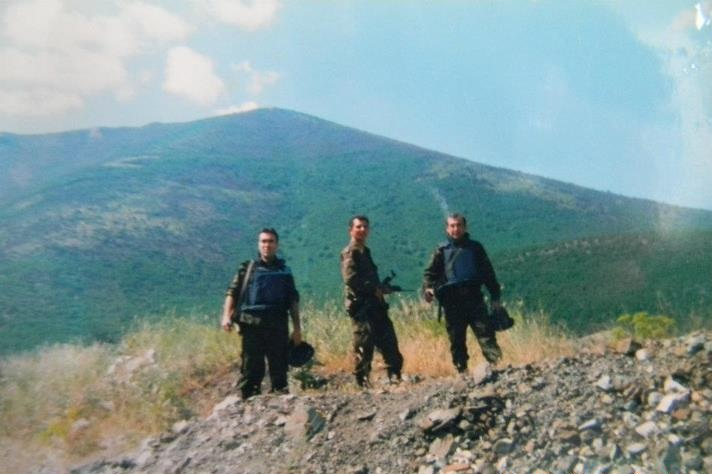
A radusai őrsön szolgálatot teljesítő rendőrök 2001 májusában

Az első összecsapásra június 20-án került sor: négy járőröző rendőr felfedezte egy negyven fős albán gerillacsoport táborát a Zseden-hegy lejtőjén. A járőrök tüzet nyitottak a lázadókra, akik közül egy meghalt, egy másik megsebesült.
Július 23-án a lázadók megtámadtak másik járőröző rendőri egységet Radusa közelében, amit Aco Sztojanovszki, a helyi rendőrkapitányság parancsnokhelyettese vezetett. A felkelők kézi páncéltörő rakétákkal lőttek a rendőrautóra, a robbanás három személyt kivetett az autóból, egy benn maradt. A lázadók megpróbálták elfogni a súlyosan sebesült rendőröket, ám Sztojanovszki egymaga fegyveréből tüzelve harcolt ellenük, amíg a radusai határállomásról katonái erősítés és páncélozott személyszállító jármű nem érkezett. A katonák visszaverték a lázadókat és a sérülteket biztonságba helyezték.
Augusztus 10-én az albán Koszovóból intéztek támadást Radusa térsége ellen, kevéssel azelőtt, hogy a felek Ohridban megállapodást írtak volna alá. Este nyolckor macedóniai albán lázadók és a koszovói gerillák (összesen 600 fő) már a rendőrsöt lőtték aknavetőkkel. Az őrsön szolgálatot teljesítő harmincöt rendőr viszonozta a tüzet. Több órás lövöldözés folyt, majd hajnali kettőkor az albánok rohamra indultak, de az őrs védői visszaverték őket. A támadásban egy rendőr megsérült. A macedón hírszerzés szerint az akció egyik célja, hogy a rendőri erők kiiktatásával az albánok megszerezzék a Rascse-forrás feletti ellenőrzést és elvágják Szkopje ivóvízellátását. A belügyminisztérium a forrás biztosítására a Tigris egységet vezényelte ki, jóllehet az albán lázadók és a koszovói gerillák fölényben voltak tüzérségi eszközeik révén, ezért az egység csak Radusán kívül foglalhatott el állást. Trajkovszki még ekkor is ellenállt a belügyminisztérium és a miniszterelnök felhívásának a hadsereg teljeskörű bevetését illetően, továbbra a NATO és az Egyesült Államok által javasolt tárgyalásos megoldást tartva elsődleges célnak. Ljubcso Georgievszki emiatt levelet intézett Kofi Anan ENSZ-főtitkárhoz, amelyben felhozta, hogy Koszovó (amit ő nemzetközi protektorátusnak nevezett) hadat üzent Macedóniának.

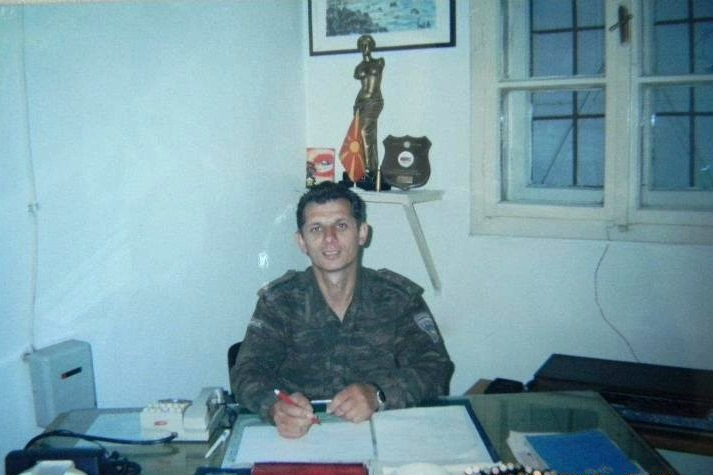
A nemzeti hőssé vált Aco Sztojanovszki

Augusztus 11-én immár nagyobb erejű albán támadás zúdult Szkopje környéke ellen. Egy kétszáz főnyi albán hadoszlop aknavetőkkel, gépfegyverekkel, sőt mesterlövészek bevetésével támadta a radusai határállomást. A Kucskovo és Radusa falvak között elhelyezkedő állomást csupán huszonöt macedón katona védte, akik aknavetőkkel, géppuskákkal, egy harckocsival és három páncélozott személyszállítóval voltak ellátva. Ezzel egy időben a lázadók másik egysége újabb támadást hajtott végre a bekerített radusai rendőrőrs faluban. A hadsereg és a rendőrség ellenállt, ám a heves harcok során albánok felgyújtották a határállomás benzinkészletét és megkezdték az objektumot védő drótkerítés eltávolítását is. A macedón katonáknak ellenben sikerült visszaverni az összes támadást. Albán részről sokan meghaltak vagy megsebesültek. Az őrsöt védő rendőröknek is sikerült visszaverniük az őket ostromló lázadókat. A gerilláknak mindenesetre sikerült egy T-55-ös tankot zsákmányolni a macedónoktól.
Augusztus 12-én a belügyminisztériumnek és a Georgievszki miniszterelnöknek végül sikerült kieszközölni, hogy a hadsereg is fellépjen Radusában. A macedón haderő helikoptereket is bevetett, valamint Szu–25-kel bombázta a lázadók és a koszovóiak állásait. Az albánok egy része viszonylag szűk megerősített állásokba szorult vissza, mások Koszovó területére menekültek. A rendőri egységet a radusai őrsről evakuálták, majd egy 170 fős erősítéssel új pozícióban helyezték el a közeli bányaúton. A hadsereg továbbiakban a Szkopje számára fontos vízlelőhelyet védelmét is megerősítette.
Habár a rendőrség és a hadsereg együttműködését koordinációs problémák nehezítették, mindenesetre sikerült megakadályozni Radusa és környékének elfoglalását, mivel ha az albán lázadóknak és a koszovóiaknak sikerülne ellenőrzése alá vonni és összekapcsolni az általuk ellenőrzött tetovói és lipkovói területekkel, úgy egy jókora, összefüggő országrészt vethettek volna uralmuk alá Macedóniából.
A radusai események hatása a macedón rendőrségben is azt a meggyőződést váltotta ki, hogy a válságot katonailag kell megoldani, mivel a rendőrség ereje a lázadók megfékezésére nem elég.
Arról, hogy albán részről hányan haltak és sebesültek meg, nincsenek adatok. Az albánok a veszteségeket illetően nem hoztak nyilvánosságra semmit, míg macedón részről azt állítják, hogy a harcokban láttak sebesülteket és halottakat a lázadók részéről, akiket a gerillák elszállítottak a helyszínről.

### A ljuboteni offenzíva

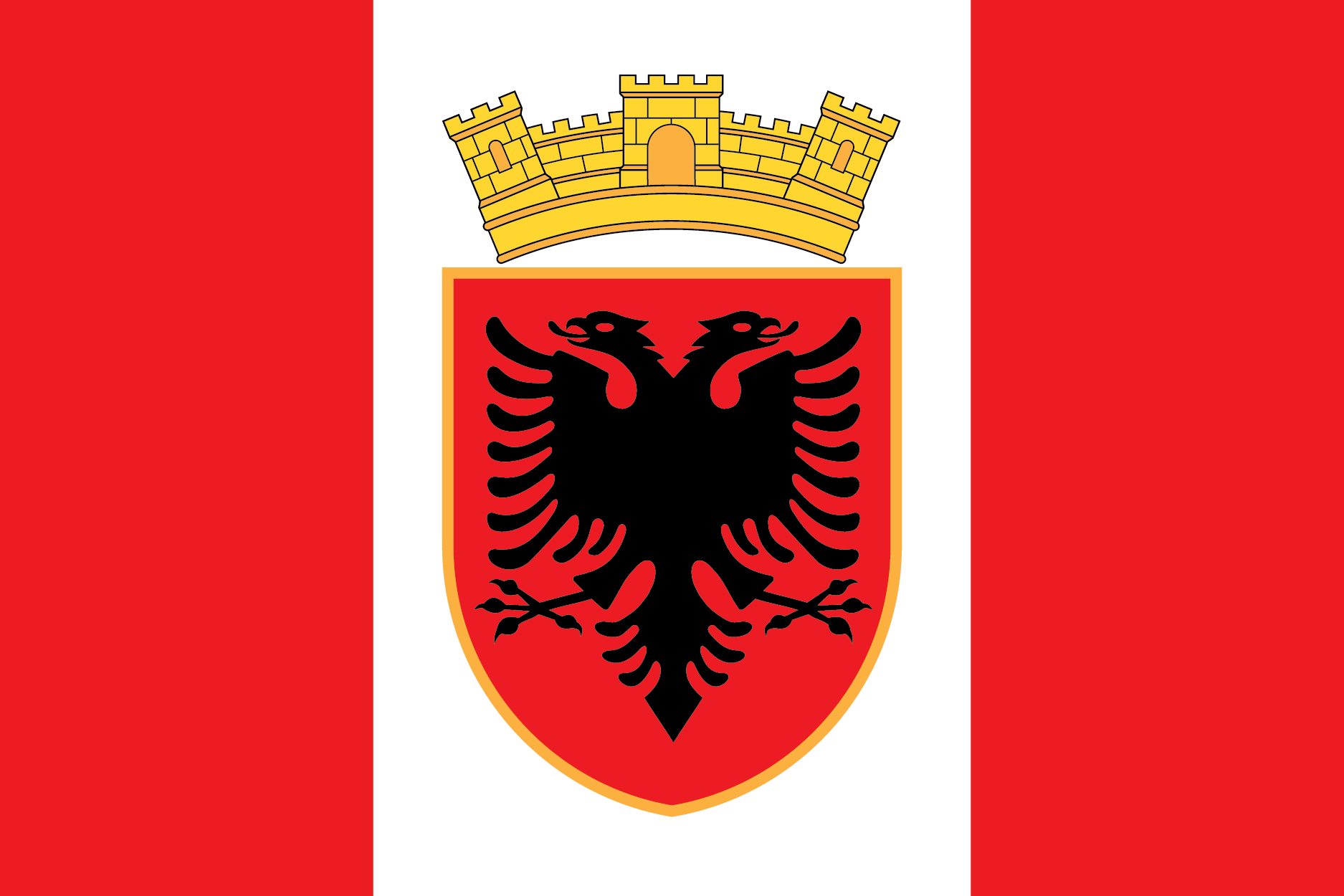
Az Illirida Köztársaság elképzelt zászlaja

Augusztus 10-én a macedón rendőrség Szkopje közelében, Ljubanci és Ljuboten falvakban kellett, hogy harcba bocsátkozzon a lázadókkal. Itt egy katonai konvoj teherautója három taposóaknára tévedt rá, a robbanásban hat macedón katona megsérült, nyolc további meghalt.
A rendőrség hírét vette, hogy három lázadó csoport is rejtőzködik Ljubotenban, akik aknákat telepíthették az útra. Amikor a rendőrség megjelent a településen, északról aknavetős támadás érte őket, amelyre válaszul erősítést hívtak. Erre a célra a tartalékos Oroszlán nevű egység került bevetésre, amely egy TM-170-es páncélozott járművel érkezett a helyszínre. A lázadók négy házból is tüzet nyitottak a rendőrökre automata lőfegyverekből. Időközben tüzérségi támogatás is érkezett, egy katonai aknavető üteget rendeltek ki, amely hatvan gránátót lőtt ki a házakban megbúvó lázadókra. Ezenkívül légitámogatásra is sor került: a macedón egységek helikopterrel is lőtték a falut.
A harcok ideje alatt a falu lakossága a pincékben keresett menedéket.
A macedón erők augusztus 12-ig folytatták Ljuboten lövetését, majd megrohamozták a falut. A harcban hét embert lelőttek, hármat a településen, négyet azon kívül, a többi lázadó elmenekült. Az akció után a rendőrség száz helyi lakost vett őrizetbe, akiket a közeli Mirkovciba szállítottak át. Az ott elvégzett parafintesztekkel azt próbálták meg megállapítani, hogy ki használhatott közülük lőfegyvert. Huszonhét férfi tesztje pozitív lett, így őket letartóztatták és később elítélték terrorizmusért. Beszámolók szerint a macedón hatóságok súlyos atrocitásokat követtek el a fogvatartottakkal szemben, így veréssel egybekötött kényszervallatásnak vetették alá őket.

## A háború befejezése
Az augusztus 13-i ohridi megállapodásban az albán és a macedón fél kötelezte magát az ellenségeskedés kölcsönös beszűntetéséről: az albánok döntöttek a fegyveres csoportok önkéntes fegyverletételéről, míg a macedón kormány a decentralizációról és az albánoknak nyújtandó autonómiáról, valamint a kisebbségi és kulturális jogok reformjáról. Határozat született az albán nyelv használatáról is a macedón mellett a hivatalos intézményekben. Az ohridi megállapodás értelmében a macedón fél alkotmánymódosítást hajtott végre, hogy az albánoknak nyújtandó jogok a törvényekbe is bekerüljenek.
Az ohridi egyezmény nem az egyetlen megállapodás volt, mivel azt még egy kisebb követte. Végleges egyezség az albán és a macedón fél között csak 2002 januárjában született. A tárgyalásokon ugyan a Nemzeti Felszabadítási Hadsereg nem vett részt, de tudomásul vette és elfogadta az eredményeket, illetőleg beszüntette a további harcot, ugyanúgy a Koszovói Felszabadítási Hadsereg sem tett további beütéseket Macedóniába.
Augusztus 22 és augusztus 27 között a NATO Teljes betakarítás (Essential Harvest) kódnéven hadműveletekbe kezdett, hogy begyűjtse a Nemzeti Felszabadítási Hadsereg és a többi albán polgári személy kezében lévő fegyvereket. Kisebb incidensektől eltekintve a művelet sikeresen lezajlott, melynek befejeztével Ali Ahmeti Sipkovicában bejelentette a Nemzeti Felszabadítási Hadsereg feloszlatását és a békefolyamat kezdetét.

## Következmények
Az ohridi egyezménnyel nem értek véget az incidensek az albánok és a macedónok között. A lefegyverzéseket követő hónapokban, sőt a háború utáni legalábbi másfél évtizedben többször került sor olyan összetűzésekre, amelyek fenyegették Macedóni stabilitását.

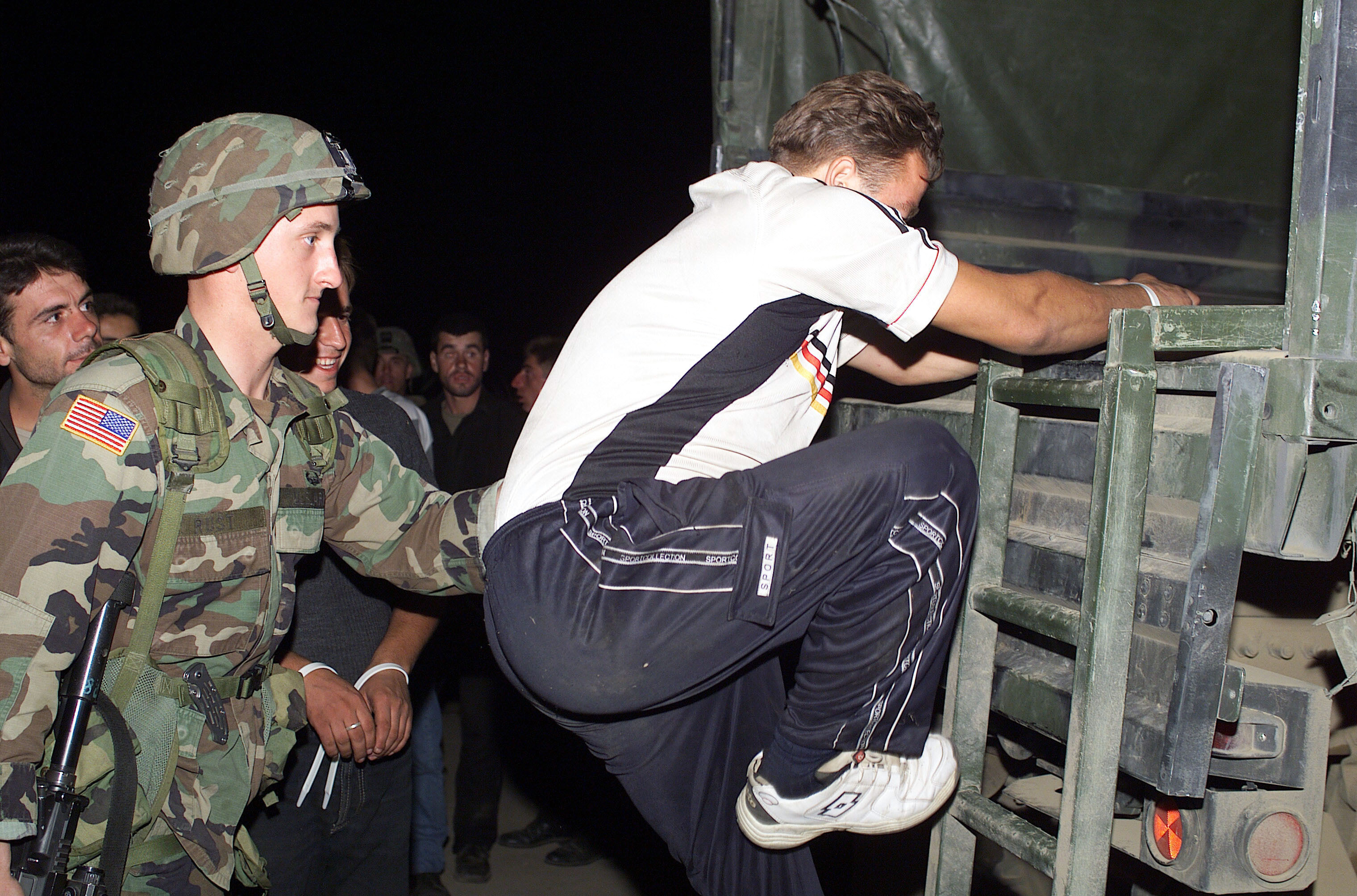
Egy amerikai KFOR katona egy albán lázadót ültet fel a teherautóra, hogy a Koszovóban levő Zegra fogolytáborába vigyék (2001. augusztus 27.

2010 áprilisában fegyvereket és a Koszovói Felszabadítási Hadsereg egyenruháit találták meg a szerb-macedón határon. Május 12-én a rendőrség négy fegyveressel végzett egy a koszovói határ mellett fekvő faluban, az azt követő házkutatásokban pedig robbanóanyagokat találtak. A jelentések szerint a fegyveresek a Koszovói Felszabadítási Hadsereg ruháját viselték.
2012. április 12-én a Szkopje melletti smilkovci tónál öt macedónt lőttek agyon.
2014. október 28-án a Nemzeti Felszabadítási Hadsereg gerillái rakétákkal támadtak egy kormányzati épületet a fővárosban. Több mint egy hónappal korábban zavargások is voltak Szkopjéban, amelyen albánok egy csoportja kikiáltott a macedóniai albán államot, az ún. Ilirida Köztársaság-ot.
2015. április 21-én 40 maszkos, a koszovói lázadók egyenruháját viselő albán fegyveres elfoglalta a gosincei határátkelőt, fenyegetőzve a túszul ejtett négy rendőr megölésével. A hatóságokat a térség elhagyására szólították fel. Kijelentették továbbá, hogy nem ismerik el az ohridi egyezmény, illetőleg önálló albán állam létrehozását helyezték kilátásba a régióban. A macedón néhány órán belül kiűzték a támadókat.
A legsúlyosabb incidensre ugyanezen év május 9-én került sor Kumanovóban. Vélhetően koszovói fegyveresek a város albánok lakta részén tűzharcba bocsátkoztak a macedón rendőrséggel, bár a felelősséget utóbb a Nemzeti Felszabadítási Hadsereg vállalta magára. Az összecsapásban nyolc macedón rendőr és 10 albán lázadó halt meg.

## Veszteségek és háborús bűnök
Egyelőre a mai napig nehéz számszerűsíteni a macedóniai háború áldozatainak számát. A harcok miatt 170 ezer, többségében macedón nemzetiségű személy volt kénytelen elhagyni lakóhelyét. Sokan a mai napig nem tértek vissza a lakóhelyükre, ahonnét korábban a lázadók elűzték őket.
A háborúnak nemcsak albán és macedón, de néhány bolgár áldozata is volt. A Teljes betakarítás hadművelet idején egy angol NATO katona is meghalt, amikor kövekkel dobálták meg az általa vezetett páncélozott járművet.
Mindkét felet háborús bűnök elkövetéséért terheli felelősség. Az albán lázadók és a koszovói gerillák által művelt etnikai tisztogatások már 2001 júliusában ismertek voltak.
A ljuboteni offenzíva, majd az azt követő őrizetbevételek és kényszervallatások 10-12 albán civil halálával jártak együtt a jelentések szerint, amiért Ljube Boskoszki volt macedón belügyminisztert és Johan Tarcsulovszki katonatisztet Hágában bíróság elé állították. Az ügyben végül csak Tarcsulovszkit ítélték el, Boskoszkit felmentették.
Leszokban bombatámadás érte a 13. században épült Szent Atanáz-kolostort. A támadással a Nemzeti Felszabadítási Hadsereget vádolták a macedón, ezzel szemben az albánok szerint a macedón hadsereg rongálta meg az objektumot, hogy a támadással a felszabadítási hadsereget vádolhassa. A kolostor helyreállítási munkálatai a mai napig folynak.

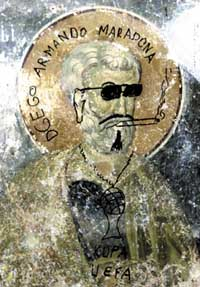
Meggyalázott freskó a Legszentebb Istenanya kolostorban

Kumanovóban az albán lázadók a Legszentebb Istenanya tiszteletére szentelt kolostort, illetve az Útmutató Istenanya templomot rongálták meg, addig a macedónok Neprostenóban romboltak le egy mecsetet.
Nem tisztázott még a Szelce és Vejce között április 28-án művelt vérengzés, amelyben a macedón fél állítása szerint a lázadók nyolc katonát öltek brutális kegyetlenséggel, megcsonkították őket és elégették. Az állításokra a mai napig nem hoztak fel bizonyítékokat, a mészárlás híre viszont nagyban hozzájárult a szkopjei, bitolai és veleszi albánellenes pogromokhoz.
A macedón fél a háború alatt és azt követően is több ízben próbálta összefüggésbe hozni az albán lázadókat és a koszovói gerillákat az Al-Káidával és az afganisztáni talibánnal. Elemzők szerint nem lehet kizárni, hogy a koszovói és macedóniai konfliktusokban lehettek jelen iszlamista (mudzsáhid, arab és más külföldi) önkéntesek, de létszámuk és szerepük rendkívül elenyésző volt, ellentétben a boszniai háborúval, ahol az El Mudžahidnak igen aktív volt a tevékenysége, mely zömében bosnyák iszlamistákat tömörített, de a szervezett magját arabok és egyéb nemzetiségű önkéntesek alkották, akik kiképezték a harcosokat. Mind a Koszovói Felszabadítási Hadsereg, mind a macedóniai Nemzeti Felszabadítási hadsereg ideológiai elsősorban nacionalista, nem igazán kap benne szerepet az iszlám, még kevésbé az iszlamizmus, a vahhábizmus és a mudzsáhid eszméje.
A terrorista eszközök alkalmazása ugyanakkor egyik fegyveres formációtól sem állt távol. Ez és a lázadók muszlim vallása a fő alapja a macedón állításoknak (leginkább a radikális és szélsőséges nacionalista politikusokénak), amelyek az albánokat az iszlám terrorizmussal akarják összemosni. A lázadókat az albán maffiával és számos bűncselekménnyel (többek között kábítószerkereskedelemmel) is összekapcsolják, habár ezen vádaknak lehet részleges alapja.[forrás?]
Oroszország orosz-barát macedón politikusokkal a mai napig a NATO-t és a Nyugatot teszi felelőssé a konfliktus kirobbanásáért. A macedón nemzetgyűlés elnöke Sztojan Andov, aki szintén orosz-párti tett kijelentést erre vonatkozólag, miszerint a Nyugat az albánokat használja fel Oroszország jelenlétének gyengítésére a Balkánon.
Jelentések szerint Oroszország a háború alatt fegyvereket szállított Macedóniának, bár vonakodott attól, hogy erősebb, speciálisabb fegyvereket adjon el, nehogy komolyabb maga ellen fordítsa a Nyugatot. Ukrajna is fegyverekkel, sőt tanácsadókkal és kiképzőtisztekkel látta el a macedónokat. Ugyanilyen támogatást kapott Macedónia keleti szomszédjától, Bulgáriától is.